# Даніела Брендель
Даніела Брендель (нім. Daniela Brendel, 29 вересня 1973) — німецька плавчиня.
Срібна медалістка Олімпійських Ігор 1992 року в естафеті 4x100 метрів комплексом.